# Boneh-ye Ḩeydar
Boneh-ye Ḩeydar (persiska: بنه حيدر) är en ort i Iran.   Den ligger i provinsen Khuzestan, i den centrala delen av landet, 400 km söder om huvudstaden Teheran. Boneh-ye Ḩeydar ligger 569 meter över havet och antalet invånare är 447.
Terrängen runt Boneh-ye Ḩeydar är varierad.Runt Boneh-ye Ḩeydar är det ganska glesbefolkat, med 48 invånare per kvadratkilometer. Närmaste större samhälle är Shāhābād, 13,0 km nordväst om Boneh-ye Ḩeydar. Omgivningarna runt Boneh-ye Ḩeydar är i huvudsak ett öppet busklandskap.